# Warm Up (videogioco)
Warm Up è un videogioco di Formula 1 con visuale dall'alto, pubblicato nel 1991 per Amiga e Commodore 64 dalla Genias.

## Modalità di gioco
Le gare si svolgono con visuale dall'alto e con scorrimento in tutte le direzioni. Data l'ampiezza limitata della visuale si ha poco preavviso sull'arrivo delle curve, e sebbene in versione Amiga siano presenti alcune frecce sul tracciato, può essere necessaria una certa conoscenza della pista per sterzare efficacemente.
Si può scegliere tra otto scuderie con nomi reali e si può correre su vari circuiti del mondiale, affrontabili singolarmente o in campionato. Prima di ogni gara si può impostare il tipo di gomme, alettoni, sospensioni. Durante la gara si hanno barre indicatrici dello stato delle gomme e dei danni generali ed è possibile sostare ai box.

### Amiga
Nella versione Amiga ogni scuderia ha proprie caratteristiche della vettura: velocità, accelerazione, robustezza, tenuta, cambio manuale o automatico. Sono disponibili 16 circuiti e tre livelli di difficoltà generali. Le gare si corrono contro 11 avversari alla volta, che possono avere comportamenti specifici, e sono presenti dettagli come l'effetto della scia aerodinamica e delle gomme sporche dopo eventuale uscita di strada. La durata delle soste ai box può essere ridotta dal giocatore smanettando velocemente il joystick.

### Commodore 64
La versione Commodore 64, generalmente meno apprezzata anche per la presenza di bug, ha una struttura semplificata, con 8 circuiti disponibili, 5 avversari presenti in pista, scuderie che non hanno influenza sul gioco a parte il colore della vettura, e la possibilità di scegliere uno sponsor, che influisce sul denaro disponibile per la scelta delle componenti.
Inoltre in questa versione il sistema di controllo è piuttosto insolito per questo genere di giochi, e anziché avere i tipici comandi rotazionali, prevede che si punti direttamente il joystick nella direzione in cui si vuole che vada la vettura, relativamente allo schermo. L'accelerazione è controllata invece dal pulsante di fuoco e non esiste cambio manuale.

## Sviluppo
In origine, la versione Amiga era stata pianificata per essere una simulazione in 3D, assegnata a un team estero. La versione non fu poi mai realizzata poiché il team non era in grado di portarla a termine e la demo proposta non aveva convinto Riccardo Arioti. La successiva versione Amiga fu un semplificato gioco di guida 2D con visuale dall'alto, realizzata dai Dardari Bros in collaborazione con altri.
La versione Commodore 64 fu sviluppata dal gruppo Digital Minds Team, del Bellunese, già autore della conversione C64 di World Cup 90. L'attività gli fu assegnata dalla Genias a luglio 1990, in seguito appunto al successo del primo titolo. Il gruppo realizzava programmazione e musica ed era formato da Antonio Miscellaneo (19 anni) e Ivan Del Duca (20 anni), mentre per la grafica si assunse l'esterno Massimo Magnasciutti, già esperto professionalmente di Amiga e novizio del C64, che all'epoca si trovava a Belluno per il servizio di leva. Secondo Miscellaneo Warm Up era tecnicamente innovativo per il C64, in virtù di uno scorrimento molto fluido a 50 fps su un'area di gioco effettiva piuttosto grande. Secondo Del Duca l'intera pista occupa mediamente ben 12 x 12 schermi e una fase cruciale dello sviluppo fu realizzare un editor che sfruttasse appositi algoritmi di compressione per far stare il tutto in memoria.